# Архиепархия Кейп-Коста
 Архиепархия Кейп-Коста (лат.  Archidioecesis a Litore Aureo) — архиепархия Римско-Католической Церкви c центром в городе Кейп-Кост, Гана. В архиепархию Кейп-Коста входят епархии Секонди-Такоради, Виавсо

## История
27 сентября 1879 года Святым Престолом была учреждена Апостольская префектура Золотого Берега, выделившаяся из Апостольского викариата Гвинеи (сегодня — архиепархия Либревиля). 28 июня 1895 года Апостольская префектура Золотого Берега уступила часть своей территории Апостольскому викариату Абиджана (сегодня — архиепархия Абиджана).
25 мая 1901 года Апостольская префектура Золотого Берега была преобразована в Апостольский викариат Золотого Берега.
15 марта 1923 года, 2 февраля 1932 года и 2 декабря 1943 года Апостольский викариат Золотого Берега уступил часть своей территории соответственно Апостольскому викариату Верхней Вольты (сегодня — епархия Кета-Акатси), Апостольскому викариату Кумаси (сегодня — архиепархия Кумаси) и Апостольской префектуре Аккры (сегодня — архиепархия Аккры).
18 апреля 1950 года Римский папа Пий XII преобразовал буллой «Laeto accepimus» Апостольский викариат Золотого Берега в архиепархию Кейп-Коста. 20 ноября 1969 года архиепархия Кейп-Коста уступила часть своей территории новой епархии Секонди-Такоради.

## Ординарии архиепархии
- епископ Ange Gaudeul (1877—1886);
- епископ Josph Pellat (1886—1893);
- епископ Jean-Marie Michon (1894—1895);
- епископ Maximilien Albert (16.09.1895 — 15.12.1903);
- епископ Isidore Klaus (4.03.1904 — 20.11.1905);
- епископ François-Ignace Hummel (6.03.1906 — 13.03.1924);
- епископ Ernest Hauger (13.02.1925 — 14.11.1932);
- архиепископ William Thomas Porter (25.04.1933 — 15.05.1959);
- архиепископ John Kodwo Amissah (19.12.1959 — 22.09.1991);
- кардинал Питер Тарксон (6.10.1992 — 24.10.2009);
- архиепископ Matthias Kobena Nketsiah (31.03.2010 — 11.05.2018, в отставке);
- архиепископ Gabriel Charles Palmer-Buckle (11.05.2018 — по настоящее время).

## Источник
- Annuario Pontificio, Ватикан, 2007
- Булла Laeto accepimus, AAS 42 (1950), p. 615 Архивная копия от 27 марта 2010 на Wayback Machine  (лат.)